# Жюль-Буа, Анри Антуан
Анри́ Антуа́н Жюль-Буа́, известный также под псевдонимом Жюль Буа (фр. Henri Antoine Jules-Bois, 28 сентября 1868, Марсель — 2 июля 1943[…], Нью-Йорк, Нью-Йорк) — французский писатель, литературный критик, журналист, оккультист и теоретик феминизма, получивший скандальную известность благодаря своим связям с парижскими сатанистами и декадентами.

## Биография
Анри Антуан Жюль-Буа родился в Марселе 29 сентября 1868 года. Уже в юности он оказался вовлечён в литературную жизнь и активно общался с представителями марсельской богемы — социалистами, феминистами и поэтами. В 1888 году Жюль-Буа перебрался в Париж, где вскоре сделался личным секретарём писателя Катюля Мендес.
В этот же период Жюль-Буа заинтересовался оккультизмом и свёл знакомство с несколькими известными мистиками того времени — Папюсом, Станисласом де Гуайтой, Жозефом Пеладаном и Рене Кайе. Первоначально он сотрудничал с последователями теософии и мартинизма, одновременно публикуя статьи в символистских литературных журналах.
В 1889 году Жюль-Буа познакомился с писателем-декадентом Жорисом Карлом Гюисмансом, чьим верным другом оставался на протяжении многих лет. Отчасти под его влиянием он отошёл от сотрудничества с «христианскими оккультистами», а после того, как в 1893 году Жюль-Буа и Гюисманс открыто поддержали Жозефа-Антуана Булляна, французского священника, осуждённого Католической Церковью за поклонение Дьяволу, его отношения с бывшими друзьями окончательно испортились. Жюль-Буа в одной из своих статей обвинил де Гуайту в убийстве Булляна, после чего получил вызовы на дуэль и от де Гуайты, и от Папюса. Журналист принял оба вызова; тот факт, что он вышел из обоих поединков невредимым, а пистолет де Гуайты так и не выстрелил, он сам впоследствии объяснял «магическим вмешательством». Вскоре последовала ещё одна скандальная дуэль: на этот раз Анри Антуан принял вызов от Катулла Мендеса, своего старого учителя, который счёл личным оскорблением статью Жюль-Буа «Конец Мессии», опубликованную в журнале Gil Blas в июне 1893 года и содержавшую нападки на христианство. После всех этих событий Жюль-Буа приобрёл столь зловещую репутацию, что даже в некоторых современных исследованиях его характеризуют не иначе как «отъявленного сатаниста». Судя по всему, в этот период он действительно был вхож в круги парижских дьяволопоклонников и, возможно, консультировал Гюисманса относительно некоторых деталей сатанистских обрядов, когда тот работал над романом «Там, внизу».
6 января 1894 года Жюль-Буа был принят в Герметический Орден Золотой Зари Сэмюэлем МакГрегором Мазерсом.
После участия в деле Булляна Жюль-Буа занялся литературным творчеством, опубликовав драму «Героические врата Небес», музыку для которой написал композитор Эрик Сати, роман «Вечная кукла», в котором высказывались феминистские идеи, и исследование под названием «Маленькие религии Парижа», посвящённое анализу деятельности парижских оккультных кружков — от люцифериан до «мистических гуманистов». В этой работе он открыто высказался в поддержку Эжена Вентра и Булляна. В 1895—1898 годах он активно печатается, публикует феминистские романы и пьесы, участвует в конвенциях оккультистов и изучает восточную мистику под руководством Вивекананды. Его книга «Сатанизм и магия», опубликованная в 1895 году и снабжённая предисловием Гюисманса, практически сразу после выхода в свет была внесена в ватиканский Индекс запрещённых книг. Некоторые исследователи считают, однако, что бо́льшая часть этого труда представляет собой эксцентрический вымысел и не может использоваться как достоверный источник информации.
В 1900 году Буа вместе с Вивеканандой предпринял путешествие в Индию, однако в итоге отверг восточные практики и внезапно принял решение обратиться в католичество. Перенеся тяжёлую болезнь, он вернулся в Европу, где вновь взялся за литературное творчество и издал книгу «Невидимый мир» (1902), в которой весьма резко высказался обо всех оккультистах, с которыми некогда был близок.

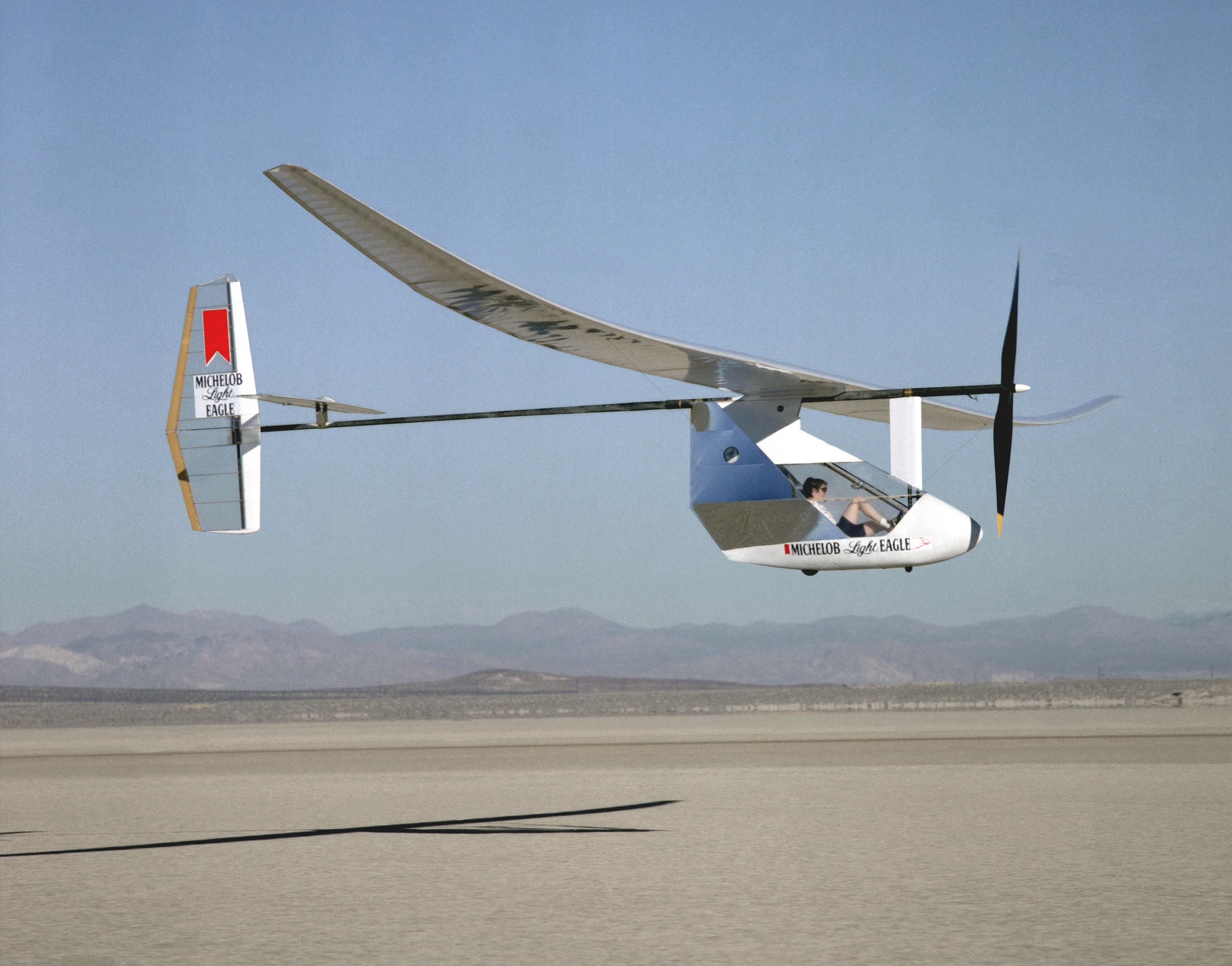
Мускулолёт

В 1906 году Жюль-Буа по представлению министерства народного просвещения Франции стал кавалером ордена Почётного Легиона. Позднее он начал дипломатическую карьеру, посещал с миссиями Испанию и США. 1 августа 1928 года он был по представлению министерства иностранных дел Франции возведён в ранг офицера Почётного Легиона.
Последнюю часть жизни Жюль-Буа провёл в США, где активно печатался в New York Magazine, New York Times и других изданиях. В своих поздних работах он критиковал фрейдизм, пропагандировал либеральные идеи. В одном из своих футурологических эссе, опубликованном в New York Times в 1909 году, он верно предвидел установление равенства полов, отток городского населения в пригороды и ряд технических изобретений, таких как мускулолёт. В статьях и эссе, посвящённых общественному устройству, Жюль-Буа пропагандировал идеи феминизма, описывая свой идеал «современной женщины» как женщину, свободную принадлежать самой себе, а не зависимую от мужчины, для которой обязанности жены и матери отступают на второй план.
Анри Антуан Жюль-Буа умер от рака во французском госпитале в Нью-Йорке 2 июля 1943 года.

### Романы
- Вечная кукла (1894)
- Новая боль (1900)
- Тайна и сладострастие (1901)
- Корабль ласк (1908)
- Вечное возвращение (1914)

### Сборники рассказов
- Любовь сладкая и жестокая (1913)

### Поэмы и сборники стихов
- Просьба (1895)
- Божественное человечество (1910)

### Драматические произведения
- Свадьба Сатаны (1892)
- Героические врата Небес (1894)
- Ипполит коронованный (1904)
- Фурия (1907)
- Две Елены (1911)
- Наил (1912)

### Работы по оккультизму
- Не нужно умирать (1891)
- Маленькие религии Парижа (1894)
- Сатанизм и магия (1895)
- Загробная жизнь и неведомые силы (1902)
- Невидимый мир (1902)
- Современное чудо (1907)

### Работы по социологии
- Боль любви (1896)
- Новая Ева (1896)
- Женщина беспокоится (1897)
- Одна мораль для двух полов (1899)
- Будущая пара (1912)
- Эссе о демократии (1924)

### Путевые очерки
- Индийские видения (1903)

### Переводы на русский язык[12]
- Женщина будущего / Жюль Буа. Киев, 1897; Киев; Харьков, 1900.
- Невидимый мир / Жюль Буа. М., 1911.
- Невидимый мир / Жюль Буа. Магические растения / Поль Седир. Тула, 1993.